# NGC 6203
NGC 6203 este o galaxie situată în constelația Hercule. A fost descoperită în 6 iunie 1864 de către Albert Marth.